# 시리아 내전
시리아 내전은 여러 후원국과 기타 세력이 얽혀 있는 시리아 내에서 일어나는 현재 진행 중인 다면적 분쟁이다. 2011년 3월 바샤르 알아사드의 통치에 불만을 가진 대중이 아랍의 봄 시위의 여파로 시리아 전역에서 대규모 시위와 민주화 운동을 벌였고 급속히 확대되었다. 하지만 정부 내 보안국이 수개월 간 민주화 운동을 탄압하며 자유 시리아군 등 다양한 무장단체가 시리아 전역에서 결성되기 시작하면서 시리아 군사반란으로 전환되기 시작했다. 2012년 중순이 되자 반란이 본격적인 내전으로 확대되었다.
걸프 협력 회의 회원국, 튀르키예, 일부 서방 국가로부터 무기 지원을 받은 반정부군은 이란과 러시아로부터 재정, 무기 지원을 받은 정부군을 상대로 초반에 상당히 큰 진전을 이뤘다. 반군은 2013년에 주도인 락까를, 2015년에는 이들리브를 점령했다. 그 결과 이란이 2014년, 러시아가 2015년 각각 시리아 정부 지원을 위한 별도의 군사 개입을 시작하며 힘의 균형이 바뀌었다. 그렇게 정부군의 우세로 2018년 말에는 이들리브주 일부 지역을 제외한 모든 반군 거점이 정부군에게 함락되었다.
한편 2014년 이라크 레반트 이슬람 국가(ISIL)가 반군과 정부군 양 쪽을 상대로 많은 전투에서 승리했다. 동시에 이라크에서도 큰 진전을 거두며 시리아 동부와 이라크 서부 대부분을 점령하자 미국 주도의 다국적 연합기동부대가 ISIL 지역의 공중폭격을 시작하는 동시에 쿠르드족 다수의 시리아 민주군(SDF)에게 지상 지원과 물자를 보급해 주며 본격적인 개입을 시작했다. 락까와 데이르에조르 공세로 결국 ISIL은 2017년 영토가 소멸했다. 그러던 와중인 2016년 8월 튀르키예는 로자바의 수립에 대응하여 북시리아에 대한 다방면에서의 침공을 시작했고 이 과정에서 시리아 정부군 및 ISIL와도 교전했다. 2020년 3월 이들리브 휴전 이후 2024년 말까지 최전선에서의 교전은 거의 소강상태로 접어들었지만 간간히 교전이 발생했다.
2024년 11월에는 타흐리르 알샴과 튀르키예의 지원을 받는 시리아 국민군 연합군이 대규모 공세를 시작하며 격렬한 전투가 재개되었고 반정부군은 알레포, 하마. 홈스를 재점령했다. 한편 2018년 정부군과 휴전을 맺었던 남부 전선 반군이 다시 봉기해 공세를 시작하면서 다라와 수와이다를 점령했다. 시리아 자유군과 시리아 민주군도 각각 팔미라와 데이르에조르 공세를 펼치며 도시를 점령했다. 12월 8일에는 결국 반정부군 연합이 다마스쿠스를 점령했다. 이후 아사드 정권이 붕괴되었으며 바샤르 알아사드는 모스크바로 망명했다. 같은 날 이스라엘은 골란 고원의 완충 지대를 점령하기 위해 시리아 쿠네이트라주를 침공하기 시작했다.

## 총평

### 분쟁 시작 (2011년~2012년)
2011년 3월 바트주의 정부에 대한 민중의 불만이 시리아 전역의 대규모 시위와 민주화 운동으로 이어졌고, 이는 아랍의 봄 물결과 합쳐지며 광범위하게 확산되었다. 곳곳의 시위가 바샤르 알아사드의 명령에 따른 보안군의 강경 진압으로 수만명이 사망하고 구금되었으며 이들 절대다수가 민간인이다. 시리아 민중봉기는 전국적으로 저항군 민병대가 결성되며 반란 형태로 변화하며 2012년에는 전면 내전으로 악화되었다.

### 내전 시기 (2012년~2019년)
시리아 내전은 여러 세력이 교전하고 있다. 시리아군은 국내 및 해외 동맹국의 지원을 받고 있으며 시리아 아랍 공화국과 아사드 정부를 대표하는 군사 세력이다. 이에 반대하는 대표적인 세력은 친민주, 내셔널리즘 시리아 반군(군사 세력은 시리아 국민군과 자유 시리아군으로 구성됨)을 포괄하는 빅텐트 동맹인 시리아 임시정부이다. 또 다른 반군 세력으로 순니파 민병대 연합인 타흐리르 알샴이 이끄는 시리아 구국정부가 있다. 이들과는 독립적인 북동시리아 자치행정구(일명 로자바)는 쿠르드계 인민수호부대(YPG)가 이끄는 다민족, 아랍계 다수 세력인 시리아 민주군(SDF)의 군대를 이끌고 있다. 다른 세력으로는 알카에다 지부인 후라스 알딘(알누스라 전선의 후계)와 이라크 레반트 이슬람 국가(ISIL) 같은 이슬람 지하드 조직이 있다.
이란, 러시아, 튀르키예, 미국 등 많은 해외 국가가 내전에 직접 개입하며 서로 내전의 반대 쪽 진영을 지원하고 있다. 이란, 러시아, 헤즈볼라는 군사적으로 시리아 아랍 공화국을 지원하고 있으며 특히 러시아는 2015년 9월부터 시리아에서 공습 및 지상군 작전을 수행했다. 2014년부터는 미국 주도 국제 연합군이 주로 이슬람 국가를 상대로, 때로는 아사드 정부군을 상대로 공습 및 지상군 작전을 수행했으며 시리아 자유군 및 시리아 민주군에게 무기와 병참을 지원했다. 튀르키예군은 북시리아 일부를 점령하고 있으며 2016년부터 시리아 국민군(SNA)을 적극 지원하면서 SDF, IS, 아사드 정부군과 교전하고 있다. 2011년부터 2017년까지 시리아 내전으로 이어진 전투가 레바논으로도 확산되면서 시리아 반정부군이 레바논으로 건너와 레바논 땅에서 서로 교전하고 공격했다. 이스라엘은 공식적으로는 중립을 표방했지만 시리아 서부에서 위협으로 간주하는 헤즈볼라와 이란군을 향해 국경에서 교전하거나 반복적으로 공습을 수행했다.
전쟁은 2012년에서 2017년 사이 최정점을 달했고 이후 소강 상태로 접어들었지만 계속 상황은 위기이다. 2020년 기준 시리아 정부군이 시리아 영토 2/3 정도를 장악하고 권력을 강화했다. 아사드 정부와 반정부군 간의 최전선 전투는 2023년까지 대부분 잦아들었지만 시리아 북서부에서는 정기적으로 교전이 일어났고 시리아 남부에서는 독재 정권의 정책과 경제 상황에 항의하는 대규모 시위가 발생해 전국적인 시위와 소요 사태가 이어졌다. 이 시위는 내전 이전인 2011년 시리아 민중봉기와 비슷한 양상이었다는 지적이 많았다.
내전 때문에 47만명에서 61만명이 사망했으며, 이는 제2차 콩고 전쟁에 이어 21세기 들어 두 번째로 많은 사상자를 일으킨 분쟁이다. 국제 기구는 민간인 사망의 책임에 아사드 정부, IS, 반정부 단체, 이란, 러시아, 튀르키예, 미국 주도 연합군 모두 여러 차례 심각한 인권 침해와 학살이 있었다며 모두를 비판하고 있다. 또한 내전으로 수백만명이 튀르키예, 레바논, 요르단으로 떠나는 등 대규모 난민 위기가 펼쳐졌으며 그 외에 상당수도 중동 이외로 난민을 가 독일에서는 2011년 이후 50만명 이상의 난민을 수용했다. 전쟁 기간 유엔이 주도한 2017년 3월 제네바 평화 회담을 비롯한 여러 정전 시도가 있었으나 교전은 이어졌다.

### 휴전과 동결된 분쟁 (2019년~2024년)
2019년 10월 로자바의 쿠르드인 지도부는 시리아 아사드 정부와 큰 협상을 타결했다고 발표했다. 협정은 미국이 시리아에서 철수한 이후 이루어졌다. 쿠르드 지도자는 시리아를 침공해 쿠르드족을 공격하는 적대적인 튀르키예군을 막기 위해 시리아 정부군의 도움을 얻는다는 명목으로 협상을 타결했다.
2023년 초까지 내전은 사실상 소강 상태에 접어들었다. 미국 평화연구소는 다음과 같이 평했다.
시리아의 파괴적인 내전이 일어난 지 12년이 지난 지금, 분쟁은 사실상 동결 상태에 접어들었다. 시리아의 약 30%는 반정부군이 통제하고 있지만, 격렬한 전투는 거의 대부분 끝났고 바샤르 알아사드 정권과의 관게를 정상화하러는 지역의 경향이 세지고 있다. 지난 10년간 시리아 분쟁은 국제, 지역 강대국, 반정부 단체, 대리전 참전국, 지역 민병대, 극단주의 단체 등의 다양한 이해관계가 얽혀 세계에서 가장 복잡한 분쟁으로 발전했다. 분쟁으로 약 50만명이 사망하고 1,200만명 이상이 고향을 떠나 타지로 피난을 갔으며 빈곤과 기아가 만연하는 등 시리아 국민은 비참한 상황에 처해 있다. 한편 정치적 합의를 중개하러는 노력은 어떤 성과도 거두지 못했고 아사드 정권은 권력을 굳건히 쥐고 있다.

미국 외교협회 관계자는 다음과 같이 말했다.
한 때 헤드라인을 장식했던 잔인한 전쟁은 이제 불편한 교착 상태에 빠졌다. 정권 교체에 대한 희망은 사라졌고 평화 회담은 결실을 맺지 못했으며 일부 지역정부는 시리아의 지도자 바샤르 알아사드에 대한 반대를 재고하고 있다. 시리아 정부는 대부분의 지역을 장악했고 아사드는 안정적으로 권력을 장악한 것으로 보인다.

2023년까지 일어난 주요 군사 분쟁은 정부군과 반정부군 사이 교전이 아닌 튀르키예군과 시리아 내 파벌 사이 교전으로 이루어졌다. 2023년 말까지 튀르키예는 로자바 지역의 쿠르드군을 계속 공격했다. 2023년 10월 5일부턴 튀르키예군이 로자바의 시리아 민주군을 겨냥한 일련의 공습과 지상 공격 작전을 시작했다. 이 공습은 튀르키예 정부가 로자바 출신 테러리스트가 일으켰다고 주장하는 2023년 앙카라 폭탄 테러에 대응하며 시작되었다.

### 반군의 공세 재개, 아사드 정권의 몰락 (2024년)

11일 만에 아사드 정권을 몰락시킨 2024년 시리아 반군 공세의 진격도

2024년 11월 27일 시리아 서북부에서 반군의 기습적인 공세로 반정부군이 전략적 마을인 우름알수그라, 안자라와 이 지역에서 가장 큰 시리아군 기지인 제46기지를 포함한 총 13개 마을을 점령했다. 11월 28일에는 러시아 및 시리아군 전투기가 반군 공세에 대응해 반군 진지를 폭격중이라는 보도가 나왔다. 또한 이란 국영 언론은 시리아 주재 이란 고위 군사고문인 이슬람 혁명 수비대 여단장 키우마르스 푸르하셰미가 알레포 인근에서 사망했다고 보도했다. 다음 날 반군이 알레포에 진입하기 시작하며 알레포 시가지를 탈환하기 위한 분쟁이 다시 시작되었다. 11월 30일에는 반군이 하마와 홈스에 진입하며 여러 마을을 점령했다. 2024년 12월 7일에는 반군이 다마스쿠스 외곽에 진입했다. 12월 8일에는 바샤르 알아사드가 다마스쿠스를 탈출했다는 소식이 전해졌다. 이후 시리아군 사령부는 장교들에게 바샤르 알아사드 정권이 이제는 끝났다고 발표했다. 같은 날 러시아는 바샤르 알아사드 일가가 망명했다고 밝혔다. 이어 바샤르 알아사드 일가는 모스크바로 피신했고, 러시아 망명을 허가받았다.

## 배경

### 아사드 정부
시리아는 1946년 독립 공화국이 되었지만, 1949년 3월 쿠데타로 민주 정부가 붕괴되었으며 같은 해에는 2번의 쿠데타가 더 잇따랐다. 1954년에는 군정에 대항해 봉기가 일어나 군사정권이 붕괴되고 민간정부로 이양된다. 1958년부터 1961년까지는 아랍 연합 공화국이라는 이름으로 시리아의 집중화된 권력 체계가 이집트와 통합되었다. 1963년에는 아랍사회주의 바트당 시리아 지부가 쿠데타를 일으켜 성공적으로 정권을 장악했다 1966년에 한차례 또 쿠데타가 발생하여 구 당권파인 마이클 아플라크와 살라흐 알딘 알비타르의 정부가 붕괴되었다. 여기에, 시리아 국방부 장관인 하페즈 알아사드는 1970년 11월 수정 운동을 통해 정권을 탈취하고 시리아의 총리가 되었다. 1971년 3월에는 스스로 시리아의 대통령임을 선포했고, 2000년 사망할 때까지 시리아를 세속주의로 통치하며 사실상의 일당제 체제의 지배적 정치 권력을 가지고 있었다. 그는 1982년 시리아 내에서 일어난 6년 간에 걸친 이슬람 봉기에서 무슬림 형제단을 비롯한 수니파 공동체의 이슬람주의 운동을 진압하기 위해 하마에 대한 초토화 작전을 지휘하였다. 이는 하마 대학살로 불리며, 이 대학살로 인해 만 명에서 8만 명에 이르는 민간인을 포함해 수만 명의 사람들이 살해되었다. 시리아 국민은 오직 국민투표를 통해 대통령을 뽑을 수 있었으며, 2012년 시리아 총선이 열리기 전까지는 입법부에 다당제 선거를 할 수 없었다.
하페즈 알아사드의 후계자 문제는 1998년 시리아 인민 의회 선거 이후 폭력적인 시위와 무력 충돌을 일으키며 1999년 라타키아 시위로 발전하였다. 이 사건은 하페즈 알아사드와 그의 동생 리파트 알아사드 사이에 몇 년 간 축적된 불화가 폭발한 사건이었다. 시리아 경찰은 라타키아의 리파트 항만 시설에 대한 단속을 벌였고, 이 과정에서 경찰과 리파트 알아사드 지지자들과의 총격전이 벌어져 2명이 살해되었다. 정부 측은 부정하고 있으나, 이 사건의 사상자가 수백명에 달했다는 추측이 있다. 하페즈 알아사드는 간질성 폐질환으로 1년 뒤 사망했으며, 하페즈 알아사드의 아들인 바샤르 알아사드가 대통령이 될 수 있는 나이 규정인 40세를 당시 그의 나이인 34세로 인하하도록 헌법을 수정한 후, 후계자가 되었다. 그의 아버지인 하페즈 알아사드를 이어 대통령이 된 바샤르 알아사드와 영국에서 태어나 교육을 받은 수니파 무슬림인 그의 아내 아스마 알아사드는 초기에는 민주주의를 실현하고 국가를 개혁하겠다는 희망을 시리아에 불어넣었다. 이 영향으로 2000년 7월부터 2001년 8월 사이 다마스쿠스의 봄이라는 강렬한 사회적, 정치적 논쟁이 시작된다. 이 기간에는 같은 생각을 가진 사람들끼리 모여 정치적, 사회적 문제에 대해 의논하는 살롱과 같은 다수의 정치 포럼이 만들어지고 왕성한 활동을 보였다. 이 때 리아드 세이프, 하이트함 알말레흐, 카말 알라브와니, 리야드 알투르크, 아레프 달리아와 같은 다양한 정치운동가가 이 운동을 이끌었다. 이 당시 가장 유명했던 포럼으로는 리아드 세이프 포럼, 자말 알아타시 포럼이 있다. 다마스쿠스의 봄은 2001년 8월 민주 선거를 요구하고 시민 불복종 운동을 지휘했던 운동가 10명이 체포되면서 끝나게 되었다. 2001년 이후 의회 내 개혁론자들은 전 대통령이었던 하페즈 알아사드의 통치 이후 이어진 경제 침체에 대해 비판했다. 바샤르 알아사드는 개혁에 대해 말은 하고 있으나 실제로는 거의 진행하고 있지 않으며, 2000년대 약속했던 개혁을 거의 하고 있지 않다.

### 인권
시리아의 인권 (Human rights in Syria) 은 국제 기구에서 심한 비판을 받고 있다. 1963년 이후, 국가 비상 사태 선언의 지속되는 효력으로 치안 부대에 체포와 투옥의 권한이 있다. 이 나라는 자유 선거가 없는 일당 독재 상태로 통치되고 있다. 당국은 인권 운동가와 정부 비판자들을 탄압, 투옥하고, 표현, 결사, 집회의 자유를 엄격하게 제한하고 있으며, 여성과 소수 민족 차별에도 직면하고 있다. 2010년 휴먼 라이츠 워치의 주장에 따르면 바샤르 알아사드가 권력을 쥐고부터 10년 간 시리아의 인권 상태를 개선시키는 데 실패했으며, 시리아의 인권 상황이 세계 최악의 부류에 속한다고 진술하였다. 5월 5일, BBC 뉴스는 비무장 민간인에 저격수와 대공 기관총이 사용되고 있다는 다마스쿠스 인권 연구소 (DCHRS)의 입장을 알렸다.

### 표현의 자유
바샤르 알아사드는 라디오 방송국이 서양 대중 음악을 송출하는 것을 허용하는 한편, 아마존 닷컴, 페이스북, 위키백과, 유튜브 같은 웹사이트에 접속을 제한하고 있었으나, 2011년 1월 1일 이후 모든 국민의 인터넷 연결을 허용함에 따라, 이러한 웹사이트에 연결할 수 있게 되었다. 그러나, 2007년에 제정된 법률에 의해 인터넷 카페는 온라인 채팅의 모든 게시물을 기록하는 것이 의무화되어 있다.
2011년 1월 31일에 발표된 인터뷰에서 바샤르 알아사드는 개혁의 시간이 왔다는 것을 선언하고, 2011년 이집트 반정부 시위, 튀니지 혁명, 2011년 예멘 반정부 시위는 중동에 "새로운 시대"가 도래했음을 의미하고, 아랍의 지배자들에게 사람들 사이에 고조되는 정치적, 경제적인 요구를 받아들이기 위해 새로운 행동이 요구된다고 하였다.

## 2011년
2011년 4월 시리아 육군이 3월 15일부터 계속된 반정부 시위를 진압하기 위해 동원되기 시작하였고, 군인들이 전국에 걸쳐 시위대에 발포했다. 군의 포위 공격 몇 달 후에, 시위는 무장 폭동으로 변화했다. 주로 탈영한 군인과 민간인 자원군으로 구성된 반군은 중앙 지휘관 없이 저항하기 시작했다. 이 충돌은 전국적으로 전 마을 및 도시에서 비대칭 전쟁 형식으로 일어났다. 2011년 말 시리아 야당 세력 중 하나인 알누스라 전선의 영향력이 확대되기 시작했다. 미국은 친정부 샤비하민병대와 알누스라 전선을 이라크의 알카에다와 연결되어 있다고 하며 테러리스트 단체로 선언했다. 알누스라 전선은 알카에다에 충성을 맹세했다.

### 2월 ~ 3월

1963년 바트당의 주도로 일어난 쿠데타 이전에 사용되었던 시리아의 옛 국기로, 현재는 반정부 시위자들에 의해 사용되고 있다.

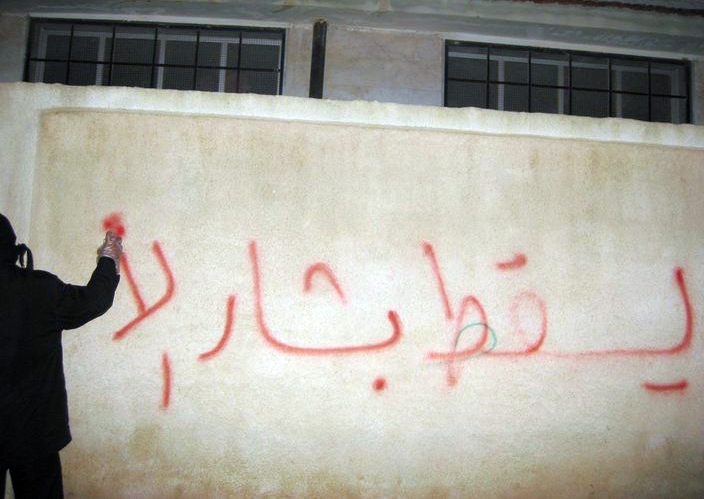
"타도 알아사드" 봉기의 징후는 체제 비판의 낙서로 나타났다.

시리아에서의 반정부 운동은 처음에는 규모가 별로 크지 않았으며, 기세를 얻기까지 시간이 어느 정도 걸렸다. 반정부 운동은 2011년 1월 26일 시작되었으며, 튀니지의 모하메드 부아지지가 2010년 12월 17일 튀니스에서 분신한 것과 같이 하사카 (Al-Hasakah)에서 하산 알리 아클레 (Hasan Ali Akleh) 가 스스로 몸에 가솔린을 붓고 불을 질렀다. 목격자에 의하면 이러한 행동은 시리아 정부에 대한 반정부 시위로 여겨진다. 이틀 후인 2011년 1월 28일, 락까(Ar-Raqqah)에서 쿠르드 혈통 군인 두 명이 살해당한 것에 항의하는 시위가 열렸다.
2월 3일, 페이스북과 트위터와 같은 소셜 미디어 웹사이트에서는 2월 4일부터 2월 5일까지 시리아 "분노의 날" 선언이 전개되었다. 반체제자들은 정부의 개혁을 요구했으나, 반정부 운동의 거의 대부분은 시리아 외부 세계에서 벌어진 소규모의 반정부 운동이었다. 이 때 시리아 국내에서 확인된 유일한 반정부 운동은 2월 5일, 하사카 (Al-Hasakah)에서 벌어진 바샤르 알아사드의 퇴진을 요구하는 수백명 규모의 반정부 운동이었다. 시리아 당국이 많은 사람들을 체포한 것이 발단이 되어, 데모는 시리아 전역으로 급속하게 확대되었다. "분노의 날" 시도가 실패한 이후, 알자지라는 시리아를 "침묵의 왕국"이라고 표현하였다.
시리아 안정의 핵심 요소는 시리아의 엄중한 감시 기구, 시리아 대통령 바샤르 알아사드의 인기, 이라크 폭동에서 볼 수 있듯이, 정부가 붕괴되었을 때 일어날 수 있는 종파 간의 폭력 행위 (Sectarian violence) 에 대한 우려이다.
2월 22일, 다마스쿠스의 리비아 대사관 주변에 약 200명의 사람들이 모여, 리비아 정권에 대해 항의하고, 대사의 사임을 요구하였다. 정부의 치안 부대는 시위를 진압했으며 14명이 체포되고 여러 명이 경관들에게 폭행을 당했다. 체포된 사람들은 후에 석방되었다. 3월 6일, 타임지는 시리아의 젊은이들이 여전히 반정부 운동에 가담하고 있지만, 계기가 필요했다고 말했다. 리발 알아사드 (Ribal al-Assad)는 아랍의 봄의 다음 도미노가 시리아가 될 것이라고 말하였다.
3월 15일, 시리아 각지의 주요 도시에서 일제히 대규모 반정부 시위가 확대되기 시작하였다. 하사카, 다라, 데이르에조르, 하마에서 정부에 대한 수천 명의 반정부 시위가 전개되었다. 반체제 세력 측의 보고에 의하면, 치안 부대와의 충돌이 일어났다고 하며, 다마스쿠스의 경우에는 200명 정도의 작은 집단에서 1,500명까지 인원이 급증하였다. 다마스쿠스에서는 1980년대에도 이 정도의 반정부 시위는 볼 수가 없었다. "2011년 시리아 혁명" (Syrian Revolution 2011)이라는 공식 페이지에 카이로, 니코시아, 헬싱키, 이스탄불, 베를린의 반정부 운동 지원 이미지가 내걸렸다. 리비아에 인연이 있는 시리아 혁명 지지자들이 파리의 시리아 대사관에 밀려 들었다는 미확인 정보가 있다.
3월 18일, 시리아에서 지난 10년간 가장 심각한 소요 사태가 발생하였다. 금요일 예배 후 온라인으로 "존엄의 금요일" (جمعة الكرامة) 이 선언되었으며, 정부 부패 의혹의 해결을 촉구하는 수천 명의 반정부 시위가 각지 시가지의 거리에서 벌어졌다. 지역 치안 부대의 지휘하에 반정부 시위자들에 대한 폭력적인 진압이 이루어졌으며, 반정부 시위자들은 "신, 시리아, 자유" 그리고 부패 반대 구호를 외쳤다.
다라의 거리는 소요 사태의 초점이 되고 있었으며, 3월 20일에는 수천 명이 다라 거리에 쏟아져 나와 3일간 비상사태법에 반대하는 구호를 외쳤다. 이 때 치안 부대의 발포로 1명이 사망하고 많은 사람들이 부상하였다. 시내 바트당 본부 청사 및 라미 마클루프 (Rami Makhlouf) 가 경영하는 통신 기업 시리아텔 (Syriatel)의 건물에 불이 났으며, 다음날 자셈 (Jassem)에서 수백명의 반정부 시위가 벌어졌는데, 바니야스, 홈스, 하마에서도 비슷한 반정부 시위가 벌어졌다고 전해졌다.
이에 바샤르 알아사드는 몇 가지 회유책을 제시했으나, 군중은 계속해서 증가하며 다라의 오마리 모스크 주변에 모여 반정부 시위를 계속하였다. 요구 내용은 모든 정치범의 석방, 반정부 시위자를 살해한 자에 대한 재판 실시, 48년에 걸친 시리아 비상사태법의 철폐, 확대된 자유, 그리고 부패의 종식이었다. 이 날 다라의 전화 회선이 끊어지고, 시내 곳곳에 검문소가 설치되어 병사가 배치되었다. 또한 히즈브 우트타흐리르 (Hizb ut - Tahrir, 1953년 범이슬람국가 건설을 목표로 세워진 이슬람 과격 단체) 은 바트당 정권에 대한 반정부 시위의 확대에 주도적인 역할을 함과 동시에 시리아 내에서 반정부 시위 활동과 전세계 시리아에 대한 반정부 시위 활동을 조직화하였다.
3월 25일, 온라인에서 영광의 금요일 (جمعة العزة)이라는 대규모 시위가 새롭게 선언되었으며, 시리아 각지의 거리에서 수만 명이 반정부 시위를 벌였다. 시리아 남부에서는 군대의 발포로 인해 평화적 시위의 참가자가 살해됐다는 증언이 있으며, 뉴스에서도 보도되었다. 반정부 시위대에 대한 진압은 점점 폭력적인 양상을 띠었다. 다라에서는 10만 명 이상의 사람들이 시위에 참가하고 적어도 20명의 사람들이 살해되었다는 보고가 있다. 하페즈 알아사드의 동상이 무너지고 화재가 발생했으며, 주지사의 집에도 불이 났다. 또한 다마스쿠스, 데이르에조르, 홈스, 라타키아, 락까에서 반정부 시위가 일어났으며, 사나마인 (Sanamayn) 에서는 20명의 사람들이 치안 부대에 살해되었다는 증언이 있었다. 다라에서는 대규모 시위로 17명의 사람들이 사망하고, 오마리 모스크 주변에서 40명, 사나마인에서 25명, 라타키아에서 4명, 다마스쿠스에서 3명의 사망자가 있었다.
3월 26일, 바샤르 알아사드는 200명 이내의 정치범을 석방한다고 발표하면서, 반정부 시위자들에 대한 정부 측의 첫 유화책을 제시하였다. 다음날, 알아사드의 미디어 고문인 부사이나 샤반은 사전 예고 없이 비상사태법의 철폐를 발표하였다. 3월 29일, 시리아의 신문 알 와탄 (Al-Watan) 은 주요 각료의 교체를 알렸다. 며칠 후 바샤르는 무하마드 나지 알오타리 총리가 이끄는 내각을 총사퇴하게 하였다. 단, 새로운 내각이 형성되어 공식 발표될 때까지는 잠정적으로 총리를 계속한다고 판단되었다.
바샤르에게 충성하는 군부대가 움직이기 시작하자, 시리아의 아흐마드 바데르 하스순 (Ahmad Bader Hassoun, 시리아의 대무프티로, 대무프티는 이슬람교의 최고 종교법 결정권자.)는 다음과 같이 말하였다. "모든 국민에게 자유를 요구하며 항의할 권리가 있다. 그렇지만 나는 말한다. 유혈의 배후에 있는 모든 사람은 유죄가 될 것이다. 항의하는 사람에 대해 발포하는 군인은 없다. 그들은 자위를 위해 상대편의 공격에 맞서서 싸울 뿐이다. 무엇인가가 일어난 후, 사람들은 화해를 하지 않으면 안된다. 이 나라에는 타락한 사람이 있는데, 타락한 사람은 유죄 선고를 받지 않아선 안됩니다." 3월 29일, 다마스쿠스, 알레포, 하사카, 홈스, 타르투스, 하마에서는 바샤르 알아사드를 지지하는 수십만 규모의 시위가 열렸다. 3월 30일, 바샤르 알아사드는 폭동을 선동한 외국인을 비난하며, 부사이나 샤반이 언급한 비상사태법의 철폐를 선포하지 않고, 장래의 검토 과제에 둔다는 연설을 하였다. 유튜브에 올려진 CNN의 보고에서는, 수요일에 연설을 끝낸 알아사드의 차를 한 여성이 공격했다는 시리아 국영 TV의 영상이 나타났다. 라타키아에서는 바샤르의 연설에 실망한 사람들이 시가지의 거리로 뛰쳐나왔으며, 경관들은 이에 발포하였다. 다음날 시리아의 국영 시리아 아랍 통신 (SANA, Syrian Arab News Agency) 은 알아사드가 4월 1일부터 공무원 급여를 인상한다는 명령을 내렸다는 소식을 전했다.

### 4월

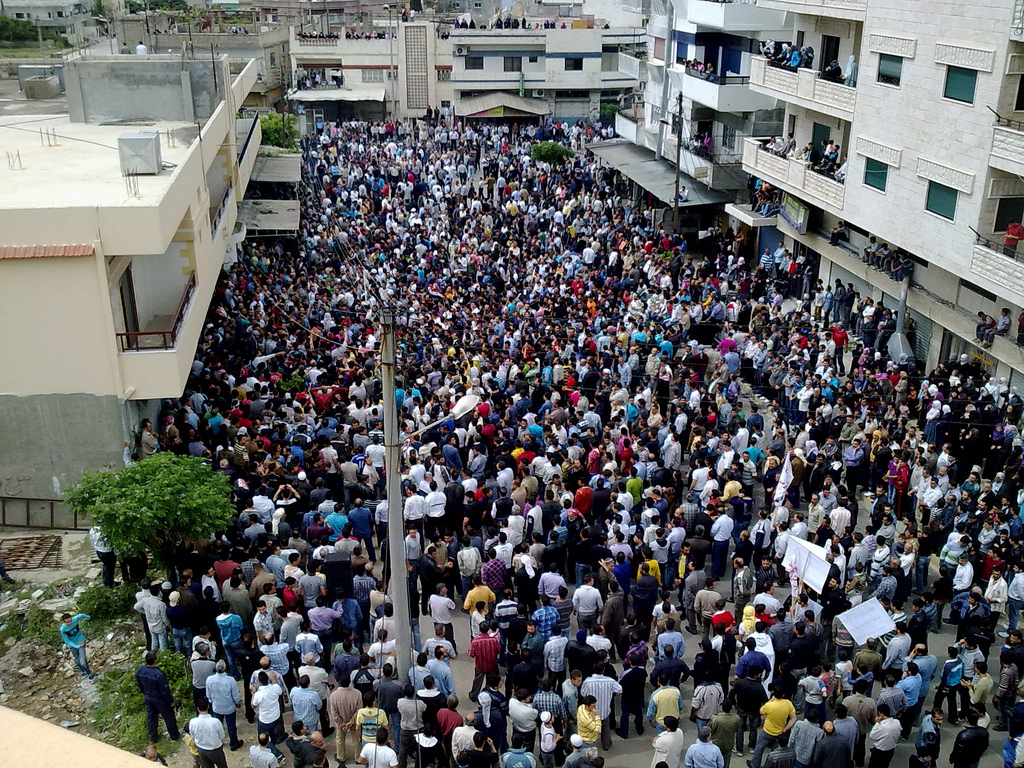
격분의 금요일 (2011년 4월 29일, 바니아스의 반정부 시위)

온라인으로 4월 1일, "순교의 금요일" (جمعة الشهداء) 이 선언되었으며, 시리아 각지의 많은 도시에서 금요일 예배에 나타난 수 천명의 반체제주의자들이 시가지에서 시위를 벌였다. 다마스쿠스 근교의 두마에 모인 1,000명의 반정부 시위자들에게 치안 부대가 발포해 8명이 살해당했다. 다마스쿠스에서는 금요 예배를 끝낸 반체제주의자 수백명이 알리파이 이슬람 사원에 모였으나, 정부군 부대는 이슬람 사원을 봉쇄하고, 도망치려고 한 사람들을 공격했다고 전해진다. 더불어 남부의 다라 근교의 작은 마을에서는 반정부 시위 중이었던 사람들이 무참히 살해당했다.
이러한 충돌 양상은 점차 국제 사회의 주목을 끌기 시작했으며, 4월 1일 시리아 당국은 시리아와 튀르키예 사이의 국경을 폐쇄하고, 튀르키예 및 다른 국가의 기자들이 시리아에 들어가는 것을 금지하였다. 다음날 튀르키예 총리 레제프 타이프 에르도안은 알아사드에게 개혁을 진행하라는 압력을 가하였다. 4월 3일, 알아사드는 아델 사파르를 새로운 시리아의 총리로 임명하고, 새로운 내각을 구성하도록 지시하였다. 4월 6일, 알아사드는 수니파와 쿠르드인에 대한 유화책을 제시하였다. 교사들에게 다시 니카브 (Niqab)의 착용을 허가하고, 시리아 내의 유일한 카지노를 폐점시키며, 가까운 시일 내로 시리아에 거주하는 쿠르드인들에게 시리아 시민권을 주는 것을 제안하였다.

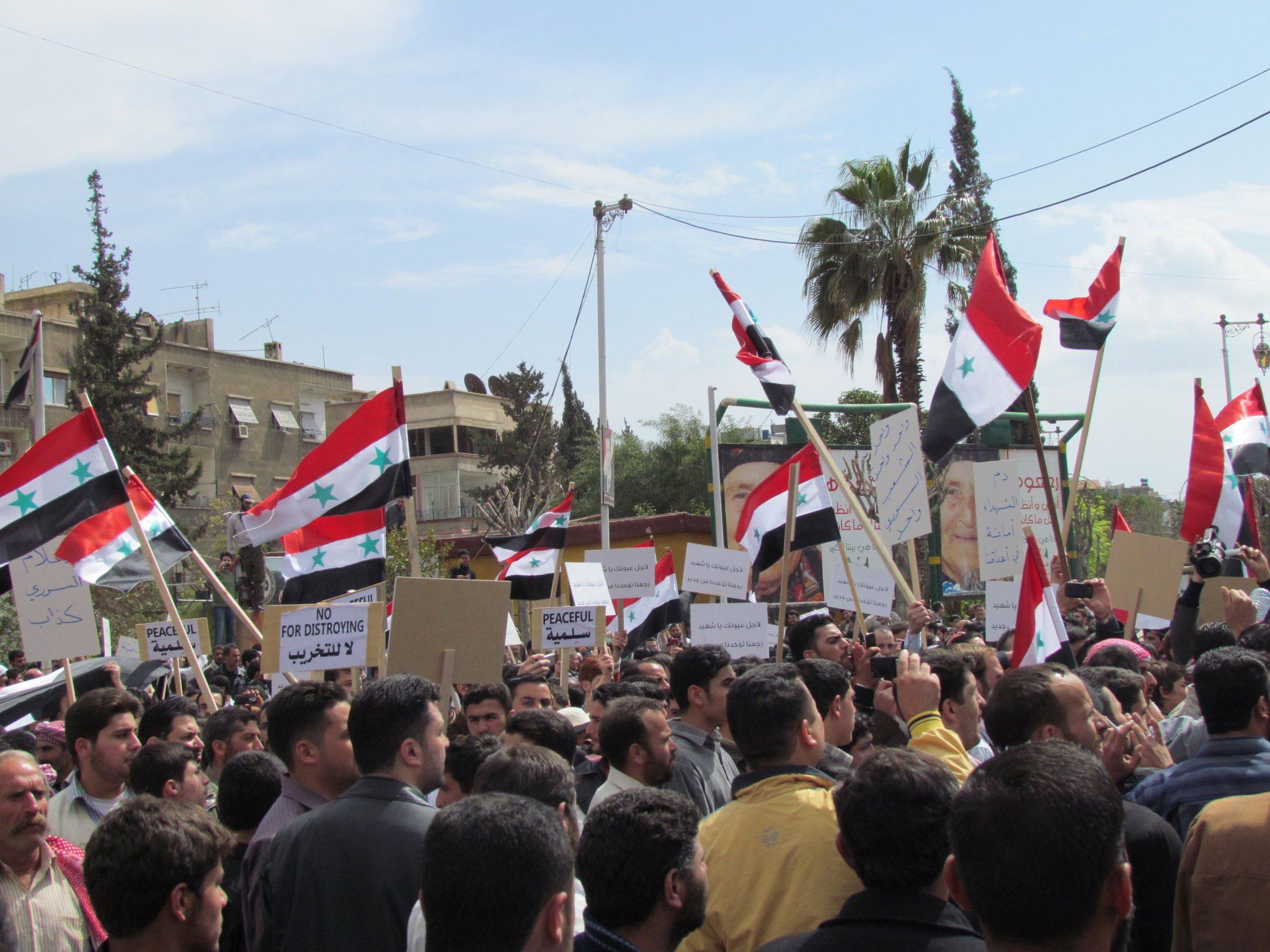
2011년 4월 8일, 다마스쿠스 근교의 두마에 모인 반정부 시위자들은 폭력 반대, 평화를 나타내는 간판을 내걸었다.

4월 8일은 "저항의 금요일" (معة الصمود) 로 알려지게 되었다. 이 날은 다라, 라타키아, 타르투스, 이들리브, 바니야스, 카미실리, 홈스, 다마스쿠스 교외 하라스타 (Harasta) 에서는 수천명의 반정부 시위자들이 시가지에서 계속 시위를 벌였으며, 현재까지의 반정부 시위 가운데 최대 규모의 반정부 시위로 간주되었다. 다라에서는 투석하는 반정부 시위자들을 쫓아버리기 위해서 치안 부대가 공포탄과 실탄을 발포해, 27명의 반정부 시위자들이 사망하고 다수가 부상하였다. 다마스쿠스 교외의 하라스타에서는 적어도 3명이 사망했으며, 시리아의 제3의 도시 홈스에서는 사망자 2명과 수십명의 부상자가 나왔다. 인권 단체는 이 금요일에 시리아 각지에서 일어난 폭동으로 인해 37명이 살해당했다고 전했다.
4월 중순에 접어들면서, 시위는 한층 더 확대되어 더욱 더 폭력적인 양상을 띠게 되었다. 4월 15일, 수 만명이 바니야스, 라타키아, 알바이다, 홈스, 데이르에조르 등 시리아 내의 몇 도시에서 반정부 시위를 열었다. 알자지라는 두마 교외에서 다마스쿠스로 들어가려고 한 최대 5만명의 반정부 시위자들을 치안 부대가 최루가스로 쫓아냈으며, 이 때 수도의 바르제 구역에 있는 이슬람 사원 앞에 집결한 약 250명의 반정부 시위자들을 무장한 사복 차림의 남성 수십명이 둘러싸 폭력 사건으로 발전했다고 전하였다. 한편, 다라에서는 수천명의 시위가 열렸으나, 시내에서 치안 부대는 보지 못했고, 당국이 반정부 시위를 용인한 것처럼 보였다. 알아사드는 범죄 행위에 관련되지 않았다는 명목으로 수백명의 죄수를 석방하는 것으로, 새로운 내각의 출범을 발표하였다.
이틀 후, 알아사드는 국영 TV를 통해 방영된 대국민연설에서 국가비상사태의 해제를 약속하였다. 4월 19일, 정부는 국가비상사태를 해체하는 의안을 승인했으며, 국가비상사태는 선포된 지 43년 만에 해제되었다. 4월 21일, 알아사드는 국가비상사태를 해제한 이후, 최고국가치안재판소 (Supreme State Security Court)를 폐지해, 평화적인 시위를 할 권리를 규제하는 법령에 서명하였다. 국가비상사태를 해제해도 반정부 시위는 기세가 꺾이지 않았고, 4월 22일은 일련의 혼란 가운데 가장 꺼림직한 날로 간주되었으며, 수만명이 계속해서 시가지로 쏟아져 나왔다. 수도 다마스쿠스와 시리아 내의 적어도 열 군데 거리에서 반정부 시위가 벌어졌으며, 다마스쿠스 중심부에서는 수백명이 반정부 시위를 벌이다가 쫓겨났으나, 수도 근교의 도시에 수천명의 반정부 시위자들이 모였다. 시위자들의 보고로 치안 부대의 반정부 시위대에 대한 발포로 전국에서 적어도 70명의 사람들이 사망당했다는 소식이 전해졌으며, 100명 이상이 사망한 것이 밝혀졌으나, 시리아는 거의 대부분 다른 국가 매체 관계자를 시리아 내에서 쫓아냈기 때문에 신속한 확인은 곤란하였다.
다음날 4월 23일, 사망한 사람들의 장례식이 열렸다. 다라에서는 암살자의 발포로 8명이 사망했다고 전해졌으며, 그 중 5명은 치안 부대의 대원이었다. 그날 밤, 사복 차림의 치안 부대가 집들을 덮쳐 활동가들을 체포하였다. 성스로운 금요일의 반정부 시위 이후, 수십명의 시민이 행방불명되었으며, 어느 인권 단체에 따르면 금요일부터 토요일에 걸쳐 217명의 행방불명자가 있었다고 판단되었다.
4월 25일, 시리아 정부는 초기 반정부 시위의 초점이 된 다라에 전차를 전개해 적어도 25명을 살해하였다. 반정부 시위를 탄압하기 위해 수백에서 6,000명으로 추측되는 병사와 저격수가 전차와 함께 동원되었고, 상수도, 전력, 전화 회선을 절단하였다. 주민의 이야기에 따르면, 반정부 시위자들이 군용차량을 태우고, 병사를 인질로 삼았다고 한다. 시리아 정부는 이웃 국가 요르단과의 국경을 봉쇄하였다. 적어도 한 명의 시리아군 주요 사령관이 다라에 대한 군사 작전에 참가하는 것을 거부하였으며, 다라 주민은 기자에게 전화로 다음과 같이 호소하였다. "시리아를 오바마에게 점령시켜라. 시리아를 이스라엘에 점령시켜라. 유대인을 불러라. 모두 바샤르 알아사드보다는 낫다."
미국 대통령 버락 오바마는 시리아 정부의 폭력 행사를 맹비난했으며, 미국은 자국 내에 있는 시리아 당국의 자산 동결을 준비하였다.
유엔 안전보장이사회의 상임이사국 프랑스, 영국을 포함한 유럽 연합 각 국가들은 유엔의 시리아에 대한 국제적인 제재 조치를 지지했으나, 또 다른 상임이사국인 러시아와 중화인민공화국의 지지를 얻을 수 있을지 어떨지는 불투명하였다. 시리아는 대규모 반정부 시위가 이슬람주의자들의 선동에 의한 폭동이라고 주장하였다.
4월 28일, 알자지라는 부상한 병사가 시리아 시민에게 간호를 받고 있는 영상을 방영하였고, 그 병사들이 반정부 시위자들에게 발포 명령을 거부하고 정부군의 부대를 공격했다고 알렸다. 이 방송국은 영상의 신빙성을 확인할 수 없다고 하면서도, 신뢰할 수 있는 정보원에게 공급 받은 것이라고 주장하였다. 다라, 두마 등의 도시에서는 가혹한 진압에도 불구하고, 반정부 시위자들의 행동을 저지하지 못했으며, 알레포, 홈스, 데이르에조르, 샤이크 미스킨, 다마스쿠스 및 시리아 내의 다른 도시에서도 수천명이 모였다. 샤이크 미스킨에서는 병사가 비무장 반정부 시위자들을 실탄으로 공격해 살해하는 영상이 익명으로 투고되었다. 알자지라는 금요일 예배 이후 시작된 치안 부대에 의한 공격으로 적어도 50명이 살해당했다고 알렸으며, 로이터는 사망자를 62명으로 알렸다.

### 무장한 저항 세력
반정부 세력 가운데에는 무장한 집단도 존재하며, 시리아 정부는 그들을 살라피 (Salafi) 이슬람교도라고 주장하고 있다. 시리아 치안 부대 군인 100명이 살해당하는 일이 벌어지자, 시리아 정부는 이 일이 반정부 세력 가운데 있는 무장 집단에 의한 것으로 간주했지만, 반정부 측은 정권의 책임이라고 주장하였다.

### 이란 관여 의혹
미국 대통령 버락 오바마는 이란이 바샤르 알아사드 주도로 벌어지는 진압 활동을 비밀리에 지원하고 있는 설이 제기되자, 이란을 비난하였다. 미국의 수잔 라이스 유엔 대사는 시리아 정부의 반정부 시위 진압을 이란이 적극적으로 지원한 증거가 있다고 말하였다. 이란은 반정부 시위 진압에 대한 모든 관여를 부정하였다.

### 5월
5월 1일, 바니야스는 반정부 시위대가 장악한 남부와 치안 부대에 의해 정부 지배하에 있는 북부와 분열된 상태에 놓였다. "저항의 날"로 선언한 5월 6일에는 금요일 예배 이후, 수도 다마스쿠스의 중부의 알미단 (Al-Midan) 에서는 시민 수 백명이 반정부 구호를 외치며 시가 행진을 벌였으며, 바니야스에서는 5천명 이상이 평화의 상징인 올리브 가지와 시리아 국기를 손에 들고 정권 교체를 요구했다는 소식이 전해졌다. 홈스에서는 무장 집단이 군의 검문소를 공격해, 11명의 시리아군 병사가 살해당하였다. 홈스에서만 적어도 3명이 죽고, 20명이 부상을 입었으며, 홈스와 하마에서의 사망자는 총 12명에 달했다. 다라 주변에서는 수천명의 시리아인들이 반정부 시위 행진에 참여했으며, 거리의 포위를 강화하고 있던 치안 부대는 주민을 위한 물자를 가지고 간 항의자들이 시내에 들어가는 것을 거부하였다. 같은 날, 반정부 지도자인 무아즈 알하티브 (Mouaz al-Khatib) 와 리아드 세이프 (Riad Seif) 가 비밀경찰에 의해 구류되었다는 소식이 전해졌다.
"반항의 날" 이후, 엠네스티 인터내셔널은 반정부 활동가 라잔 자이투네 (Razan Zaitouneh), 와엘 하마다 (Wa'el Hammada), 하이삼 알말레 (Haitham Al-Maleh), 카말 알라브와니 (Kamal al-Labwani)의 두 아이, 유세프 호르시드 (Yousef Khorshid), 왈리드 알분니 (Walid al-Bunni), 수헤이르 알아타시 (Suheir Al-Attasi) 가 납치되었다고 보도하였다. 반정부 활동가의 주장에 따르면, 5월 8일 홈스에서 일어난 정부의 강경 진압에서 13살 소년이 죽임을 당하고, 10살 소년이 체포되었다고 한다.
유럽 연합은 익명을 요구한 관리를 통해 반정부 시위를 강경 진압하는 시리아 정부 관계자 13명에 대해 자산 동결, 비자 발급 중단 등의 조치를 취하기로 표명했으나, 대통령 바샤르 알아사드에 대해서는 이러한 제재를 적용하지 않았다.
시리아 인권 단체를 통해 "저항의 날"로 선포한 5월 6일에 21명이 사망했다는 소식이 전해졌다. 5월 8일에는 바니야스에서 민주화 활동가 셰이크 아나스 아이로트와 바삼 사유니가 체포되었다. 다음 날에는 시리아군이 반체제 활동가들과 반정부 시위자들의 집을 급습해 수백명을 체포했다는 소식이 전해졌다.
시리아군은 바니야스, 홈스에서 집중 공세를 펼쳤으며, 바니야스에서는 천 여명을 무차별 체포해 가혹 행위를 가하였다.
 5월 11일, 국제언론단체 언론인보호위원회 (CPJ) 가 시리아가 최소 5명의 국내외 언론인을 억류하고 있음을 밝혔다. 홈스에서는 시리아 정부군이 탱크로 민간인 거주 지역에 발포해 5명이 사망하였고,, 다른 곳에서도 탱크의 발포로 간호사와 아이를 포함한 여러 사람들이 죽는 일이 벌어졌다. 알레포에서는 몇 천명의 학생들이 민주화를 요구하는 시위를 벌였으며, 보안군이 곤봉을 이용한 폭력을 가한 것으로 알려졌다. 5월 13일, 카미실리에서는 금요 예배를 마친 쿠르드인들이 반정부 시위에 가세하는 일이 벌어지기도 하였다.
5월 15일, 레바논과 가까운 탈칼라크에서 반정부 시위가 발생하자 정부의 병력과 탱크를 동원한 무력 진압이 진행되었으며, 현지 지역조정위원회의 성명에서는 탈칼라크 지역 네 개의 마을에 정부군의 포격이 집중됐으며, 레바논과 연결된 주요 도로를 보안군이 통제하고 있는 데에 대한 우려감을 나타냈다. 5월 17일, 시리아 야권은 5월 18일에 반정부 시위에 대한 정부의 강경 진압에 맞서 총파업을 벌이자는 요구를 하였다.
5월 19일, 미국의 버락 오바마 대통령은 대국민연설에서 중동에 경제지원을 통한 민주화 확산을 지원하겠다는 약속을 했으며, 다음날 유엔은 시리아에서의 반정부 시위와 군의 유혈 진압을 피해 시리아 국민을 포함한 4,000여명이 인접 국가로 탈출했다고 발표하였다.
5월 20일, 알자지라는 반체제 활동가들의 말을 인용해 이날 금요 예배 이후 군경의 강경 진압으로 홈스, 이들리브, 다마스쿠스 교외의 베르제, 다라에서 총 23명의 희생자가 발생했다고 보도하였다. 다음 날에는 홈스에서 전날 숨진 10명을 기리는 장례식 중 군의 발포로 11명이 숨진 사실이 보도되었다. 유혈 사태가 끊임 없이 벌어지고 있음에도 불구하고, 북대서양조약기구의 사무총장 아네르스 포그 라스무센은 시리아에 대한 군사개입 계획이 없다고 밝혔다. 5월 24일, 시리아의 여러 인권 단체들은 시리아 시위의 사망자가 1,000명을 넘어섰음을 밝혔다. 다음날에도 금요 예배 이후 반정부 시위가 전개되고, 반정부 시위대와 이를 진압하기 위한 군 사이에 유혈 충돌이 일어났다.
5월 27일, 지난 4월 29일 다라 지역에서 반정부 시위에 참여했던 13살 소년 함자 알하티브 (Hamza Al-Khatib) 가 고문 흔적이 가득한 시체로 집에 돌아오자, 시리아인들과 국제 사회의 분노가 빗발쳤다. 5월 29일, 홈스 주의 탈비셰흐와 라스탄에서 바샤르 알아사드 대통령에 반대하는 시위가 벌어졌으며, 정부의 탱크와 중기관총을 동원한 유혈 진압으로 11명이 살해되고, 무수한 사람들이 부상을 입었다. 탈비셰흐와 라스탄 이외에, 다라, 바니야스, 탈칼라크에서도 반정부 시위에 대한 유혈 진압이 계속되었다. 5월 30일, 반정부 시위자들과 정부군 간의 첫 무장 충돌이 일어났으며, 시리아의 집권당 바트당은 전국민대화위원회를 구성하였다.

### 6월 ~ 7월
6월에 접어들어서도 반정부 시위는 수그러들 조짐을 보이지 않았으며, 영국, 프랑스 등에서는 유엔 안전보장이사회의 결의를 촉구하는 소리가 높아지기 시작하였다. 6월 9일에는 국제원자력기구 (IAEA)에서 핵문제를 안보리에 부치는 결의를 채택하는 등 국제적인 포위망이 조직되는 중, 바샤르 알아사드는 새로운 군사 활동을 개시하였다. 6월 10일, 시리아 전역에서 반정부 시위가 발생해 시민 32명이 사망했으며, 튀르키예로의 탈출 행렬이 잇따랐다. 6월 12일, 시리아군은 반정부 시위와 격화된 시리아 북서부의 지스르 알슈구르에 대규모 공격을 가해 도시를 탈환하였다.
이러한 탄압에 대해서 미국도 영국과 프랑스가 제안하는 결의안을 지지하는 자세를 분명히 하였으며, 6월 16일에는 반기문 유엔 사무총장도 아사드의 국민에 대한 탄압의 정지를 요구하고, 대화를 요구하였다.
6월 19일, 시리아 반정부 세력은 알아사드 정권을 축출하는 싸움에 앞장서기 위해 조직화된 조직인 국가위원회 (National Council)를 설립했다고 발표하였다.
6월 20일, 아사드는 헌법 개정을 포함한 국민과의 대화를 실시할 의지를 보이는 등 유연한 자세를 보였으나, 반정부 시위의 기세는 약해지지 않았고, 24일에는 시리아 전역에서 다시 반정부 시위가 일어났다. 시위에는 수만명이 참가했으며, 치안 부대의 발포로 시민 15명이 사망하였다. 아사드가 선언한 국민과의 대화는 7월 10일 행해진다고 발표되었다.
시리아군의 튀르키예 접경 지역에 대한 공격으로 튀르키예 국경 지역에 대한 긴장감이 높아졌으며, 6월 27일 시리아 야권의 첫 공개 회의가 열렸으며, 이 회의에서는 시리아의 민주화라는 목표는 같으나, 의견의 차이가 있는 강경파와 협상파의 의견이 맞섰다.
7월 8일, 1982년에 하마 대학살이 일어났던 하마에서 45만명이 반정부 시위를 벌였으며, 시리아 주재 미국 대사 로버트 포드가 시위를 지지하기 위해 하마를 방문하는 일이 있었다. 프랑스 대사 에릭 슈발리에도 7월 7일 하마를 방문한 바 있다.
7월 11일, 바샤르 알아사드를 지지하는 친정부 시위대가 미국과 프랑스 대사관을 공격하는 일이 벌어졌으며, 미국은 이러한 행위를 방치한 시리아 정부를 비난하였다.
시리아 정부군의 반정부 시위대에 대한 무력 진압이 계속되는 가운데, 7월 18일 시리아 주재 카타르 대사관이 무기한 폐쇄되었다. 하마와 데이르에조르에서 120만명이 넘는 규모의 반정부 시위가 진행되었으며, 이후 라마단이 시작된 8월까지 시리아군의 유혈 진압이 이루어지고 있다.
한편, 자신을 시리아군의 대령이라고 밝힌 리아드 알아사드라는 남성이 반정부 시위대 진압을 거부하고, 수백명과 함께 탈영했다는 주장이 있었다.

### 샤비하
샤비하(الشبيحة)는 아사드 가문의 자금을 받은 3,000명 이상의 구성원으로 구성된 폭력조직으로 이 호칭은 아랍어로 유령을 의미하며 (Shabah, شبح), 한 때 아사드 가문이나 측근의 사람들이 사용한 메르세데스 벤츠 차량에 유래한다. 샤비하는 정부를 비판하는 사람이라면 비록 무기가 없는 사람이라고 해도, 비판자를 응징할 권한을 가지고 있다. 신문이나 미디어 뉴스 채널에 따르면 샤비하의 구성원은 아사드의 용병으로 이야기된다.
샤비하가 인권을 지키지 않는 것에 대해서는 지역 신문과 채널 뿐만 아니라 국제 매체에서도 비판했으며, 특히 페이스북과 유튜브 같은 소셜 미디어를 통해 수 백개의 관련 영상이 업로드되었다.

## 2013년
2013년에는 레바논의 헤즈볼라가 개입하여 시리아 정부군을 지원하기 시작했다. 또한, 시리아 정부는 러시아, 이란의 지원을 받았으며 반정부군은 카타르와 사우디아라비아의 무기 및 보급 지원을 받았다. 2013년 7월 기준, 시리아 정부는 국가 영토의 3~40%를 점령하고 있으며 인구의 60%를 지배하고 있다. 이러한 정부와 반정부군의 갈등은 점점 알라위트파-시아파와 수니파 반정부군의 종파 갈등 성격을 갖게 되었다. 2012년 말 유엔의 보고서에는 이 갈등을 "명백하게 자연적인 종파 갈등"으로 설명했지만, 종파 갈등이 정부군과 반정부군 사이에서 중요한 역할을 하고 있다는 것에 대해서는 인정하지 않았다.
2013년 6월, 유엔에 따르면 사망자가 10만 명을 넘게 되었다. 또한, 수만 명의 시위대가 투옥되었고 광범위한 지역에서 교도소 내 고문 및 테러가 이루어진다는 사실을 확인했다. 국제 기구는 정부군과 반정부군 모두 심각한 인권 침해를 하고 있다고 경고했다. 시리아의 유엔 조사대는 시리아 정부의 인권 침해 규모가 가장 크고 높은 규모라고 결정했다. 시리아에서는 하나 이상의 화학 무기 사용이 밝혀졌고, 이는 대규모의 국제적 반응을 불러일으켰다.

### 아사드 화학 무기 공격
아사드가 이끄는 시리아 정부군은 8월 21일 오전 3시께 다마스쿠스 인근 구타의 교외 지역에서 사린 가스 공격을 감행해 1300여명이 숨졌다.

### 미국 시리아 공습 검토
아사드의 화학무기 공격 이후 미국은 영국, 프랑스 등 서방국가와 함께 시리아의 아사드 정권 축출을 위해 시리아 공습을 검토했다.

### 바티칸 교황청의 반대
미국 등 서방국의 시리아 공습이 임박하자 미국 가톨릭 주교회의는 오바마 대통령에게 시리아 공습을 반대한다는 편지를 보냈다. 그래도 미국의 공습이 강행하려하자 이번엔 프란치스코 교황까지 금식 기도에 나서며 시리아 공습을 저지했다.
 결국 오바마는 이에 굴복해 시리아 공습을 포기하고 대신 IS에 대한 공습으로 타겟을 바꾼다. 이 때문에 축출 위기에 있던 아사드 정권은 기사회생한다. 위기를 넘긴 아사드는 이후 자신이 "중동의 박해받는 소수종교 집단의 수호자가 되겠다"고 자처했다. 아사드는 이전 요한 바오로2세와도 친분이 깊었고 그의 장례식장에도 참석할 정도로 가톨릭 교회와 친한 관계를 유지하고 있다.

## 2014년

### 미국의 IS 공습
미국은 시리아의 아사드 정권을 공습하는 대신 테러를 일삼고 있는 IS의 공격으로 정책을 변경한다. 먼저 IS 기지가 있는 이라크 지역을 공습한데 이어 9월 10일 오바마 대통령은 시리아의 IS 근거지를 공습하기로 결정한다.

### 반군 알레포 위기
미국 등 서방국이 IS 공격에 몰두하는 동안 시리아 정부군은 대대적 반격에 나서 반군이 점령한 최대 도시인 알레포가 위기에 처했다.
반군의 알레포 점령이 실패하면 시리아 반군을 위한 서방의 노력이 물거품 된다는 점에서 프랑스는 미국 등 서방국가가 IS 공습 대신 반군을 도와야 한다고 주장했다.

### 미국 아사드 정권 제거로 선회
미국의 IS에 대한 공습이 전혀 효과를 거두지 못하고 오히려 공습으로 시리아 반군에게 불리하게 전황이 돌아가자 미국은 대시리아 전략을 아사드 정권 제거로 선회하는 움직임을 보였다.
미국의 대 시리아정책 변화가 감지되자 바로 다음날 바티칸 교황청은 프란치스코 교황이 내년 미국을 방문할 것이라고 밝혔다.

### 미국 척 헤이글 국방장관 사임
미국의 대 시리아 정책 변화가 감지된 이후 시리아 공격을 반대하는 프란치스코 교황이 내년 미국을 방문한다는 발표가 나온 이후, 척 헤이글 미 국방장관이 전격 사임했다. 헤이글 장관은 오바마 행정부의 바샤르 알아사드 시리아 정권에 대한 애매모호한 입장이 IS 대응에 혼선을 야기하고 있다는 서한을 라이스 보좌관에게도 보내는 등 대 시리아 전략에 이견을 노출하기도 했다.
헤이글 국방장관의 후임에는 강경파인 애슈턴 카터 전 국방부 부장관이 임명됐다.

## 2015년

### 러시아군 개입
러시아가 아사드 정부에 가장 큰 위협인 수니파 무장세력 '이슬람국가'(IS)를 공습하기 위해 전투기와 공격헬기 등 항공기, 조종사, 군사 고문단, 보급. 기술요원, 대공포 요원 등 수 천 명의 병력으로 구성된 공군부대를 시리아에 파견하기 시작했다는 보도가 나왔다. 이스라엘 온라인 매체 y네트는 파병에 앞서 선발대가 이미 시리아에 도착했으며, 조종사 등 관련 인원도 조만간 도착할 것이라며 이같이 전했다. 9월 3일에는 러시아 연방군이 시리아에서 정부군과 함께 반군 및 이슬람국가(IS)와 전투를 벌이고 있다는 보도가 이어졌다.
러시아의 시리아 내전 개입은 푸틴 대통령과 프란치스코 교황이 2015년 6월 10일 교황청에서 회동을 한 이후 3개월 만에 이루어졌다. 이들은 앞서 회동에서 우크라이나 사태와 시리아 사태에 대해 폭넓은 의견을 교환했다.
러시아는 9월 30일에는 실제로 IS 반군 퇴치를 명분으로 시리아에 첫 공습을 단행하였으나 이번 군사작전은 알아사드 대통령을 지원하기 위한 것이었다는 분석이다. 실제로 러시아가 이날 공습한 홈스는 IS가 아닌 반군들이 점령한 지방이다. 러시아는 또 우크라이나 사태에 파견된 자원병들이 지상전에 개입해 시리아 정부군 진영에 참여할 수 있다고 밝혔다. 일부 언론에서는 이미 우크라이나 동부 지역서 싸운 러시아 자원병들이 목격되기 시작했다는 보도도 나왔다. 러시아 공군은 공습 회수를 하루 20차례에서 지난 3일 25차례로 늘렸다. 이에 대해 시리아 반군 조직 41개는 이날 공동 성명을 내고 러시아를 '잔혹한 점령군'이라고 비난했다. 사우디아라비아는 러시아의 시리아 내전 개입을 수니파 무슬림에 대한 십자군 전쟁이라고 비난했다. 러시아군이 폭격을 시작한 이래 20일까지 모두 370명이 사망했는데 그 중 3명중 1명꼴로 민간인으로 미성년자 36명이 포함돼 있다고 시리아인권관측소(SOHR)가 주장했다. SOHR는 또 러시아가 라타키아 주의 자발알아크라드 지역을 공습해 반군 사령관과 반군 가족 등 최소 45명이 사망했다고 밝혔다. 한편 미국과 러시아는 10월 20일 시리아 상공서 상호 군사적 충돌을 방지하기 위한 양해각서를 체결했다.

### 쿠바군 개입설
영국의 일간 더 타임스는 레오폴도 신트라 파리아스 쿠바 혁명무력부 장관이 이끄는 병력 약 300명이 시리아에 도착했다고 주장했다. 만약 쿠바군이 시리아 내전에 개입했다면 이는 라울 카스트로 쿠바 국가평의회 의장과 프란치스코 교황이 9월20일 하바나에서 만나 회동한 지 1개월 만이다.
미국 마이애미대 '쿠바와 쿠바-미국 연구소'는 시리아 다마스쿠스 공항의 군 관계자가 러시아 수송기 일류신 2대에서 군복 차림의 쿠바 군인들이 내리는 것을 목격했다고 더 타임스는 보도했다. 쿠바군 병력은 시리아 정부군과 러시아를 지원하면서 러시아 탱크 조종에 투입될 것으로 보인다고 덧붙였다. 하지만 미국은 쿠바의 참전설을 부인했다.
.

### 아사드-푸틴 정상회담
러시아군이 시리아 내전에 개입해 반군에게 연일 폭격을 가한 이 후 아사드 대통령은 10월 21일 러시아를 방문해 푸틴과 정상회담을 가졌다. 아사드가 2011년 3월 시리아 내전이 발발한 이후 외국을 방문한 것은 이번이 처음이다. 양국 정상들은 러시아의 시리아 내 군사작전 상황과 테러와의 전쟁 등에 대해서 논의했다고 전했다.

## 2016년

### 알레포 전투 종결
시리아의 바샤르 알아사드 대통령 정권이 22일(현지 시각) 시리아 내전(內戰)의 최대 격전지였던 북부 도시 알레포에서 승리했다고 공식 선언했다. 지난 2012년 7월 반군이 알레포 동부 지역을 점령한 지 4년 반 만이다. 시리아 정부군은 이날 국영TV를 통해 "알레포 전 지역에서 정부의 통제력을 완전히 되찾았다"고 밝혔다.
마지막까지 남아 있던 반군 4000여 명과 시민들은 유엔 감시단이 지켜보는 가운데 알레포 남서쪽의 반군 지역으로 이동했다. BBC는 "시리아 내전 발발 이후 알아사드가 최대 승리를 거뒀다"고 했다.

### 휴전 합의
시리아 정부군과 반군은 2016년 12월 30일 0시(현지시각)부터 시리아 전역에서 전면적 휴전에 합의했다. 이번 휴전은 반군을 지원하는 튀르키예와 정부군을 지원하는 러시아가 적대행위의 중단을 보증하기로 약속했다. 그러나 이슬람국가(IS)와 알카에다 연계조직인 자바트 파테 알샴(누스라 전선이 개명한 조직) 등은 이번 휴전 대상에서 제외됐다.

## 2017년

### 휴전 철회
2017년 2월 14일, 여러 지역에서의 분쟁과 다라 공세에 의해 아사드군과 반군사이의 휴전이 철회되었다.

### 시리아 정부군의 독가스 공격
시리아 북부 이들리브주(州) 칸셰이쿤 마을에서 4일 정부군으로 추정되는 전투기의 화학무기 미사일 공격으로 어린이 30여 명 등 주민 100여 명이 사망하고 400여 명이 다쳤다. 공격을 받은 칸셰이쿤 마을은 반정부 성향 주민이 밀집해 있는 반군 지역이고 반군은 전투기를 소유하고 있지 않아 정부군의 소행으로 여겨지고 있다.

이번 공격은 2013년 시리아 중부 마을 구타에서 시리아 정부군의 사린가스 살포로 280여 명이 사망한 이후 4년 만이다. 2013년 사린가스 공격 당시 미국의 오바마 대통령은 시리아에 대한 공습을 나서려 하였으나 프란치스코 교황이 금식기도회를 여는 등 바티칸의 적극적인 반대로 무산된 바 있다.

### 트럼프의 시리아 공습
시리아 정부군의 독가스 공격이 있은 후 이틀 뒤 미국은 시리아의 공군 비행장을 공습했다. 공습은 시리아의 알샤이라트 공군 비행장으로 화학무기 공격을 감행한 시리아 전투기들이 이륙한 곳이다. 미군은 알샤이라트 공군 비행장을 향해 약 60∼70발의 토마호크 크루즈 미사일을 발사했다. 이번 공격은 미국의 정권이 시리아의 알 아사드 정권을 상대로 한 첫 공격이다.
그동안 오바마 행정부는 IS에 대해서만 공습을 해왔으나, 트럼프가 집권한 이후 시리아 정책이 급변한 것이다. 트럼프는 IS를 오바마와 힐러리가 공동으로 만들어낸 조직으로 여기고 있다.

### 휴전 협상
미국과 러시아가 시리아에서 휴전을 논의하기 위한 협상 테이블에 마주 앉았다. 스테판 데 미스투라 유엔 시리아 특사는 4월 7일(현지시간) 국제시리아지원그룹(ISSG) 휴전 태스크포스 회의가 러시아의 요청으로 이날 시작됐다고 밝혔다. 데 미스투라 특사는 러시아의 회의 개최 요청에 미국도 동의했다고 덧붙였다.

## 2018년

### 미국의 시리아 공습
2018년 초 시리아가 또다시 화학무기를 사용한 것으로 알려지자, 도널드 트럼프는 시리아의 화학무기 시설에 대한 폭격을 명령하였다. 2018년 4월 14일, 미국은 영국과 프랑스와 합세하여 시리아 내 관련 시설에 대한 정밀 폭격을 단행하였다.

### 안전지대 설치 합의
5월 4일(현지시간 기준) 바샤르 알아사드 시리아 정권의 후원자인 러시아와 이란, 시리아 반군을 지원하는 튀르키예는 카자흐스탄 아스타나에서 시리아 휴전의 보증국 자격으로 시리아 안전지대(긴장완화지대·안정화 지역) 설치에 합의했다. 이들리브, 홈스, 동부 구타, 남부 지역이 안전지대 설정 지역으로 잠정 결정됐다.

## 2024년
12월 3일, 시리아 구국정부가 시리아 북부의 주요 도시인 알레포를 탈환하였다.
12월 6일, 시리아 구국정부가 시리아의 주요 도시 중 하나인 하마를 점령하는데 성공하였다.
12월 7일, 시리아 구국정부가 시리아의 주요 도시 중 하나인 홈스에 진입 및 점령하였다.
12월 8일, 시리아 구국정부가 시리아의 수도 다마스쿠스를 점령하였으며, 바샤르 알아사드 대통령은 다마스쿠스 국제공항에서 비행기를 타고 해외로 망명했다. 이로써 50년 동안 지속되어온 알아사드 가문의 독재 정권은 종말을 맞았다.

## 반응

### 시리아 국내

#### 구속과 유죄 선고
2월 5일에 예정되어 있던 반정부 시위 며칠 전, 시리아 당국은 다수의 정치 활동가를 구속하였다. 이슬람 민주화 운동의 지도자인 기업인 가산 나자르 (Ghassan Najjar), 작가 알리 알압달라 (Ali al-Abdallah), 시리아 공산당의 압바스 압바스를 비롯해 아드난 무스타파 등 여러 명의 쿠르드계 정치 활동가도 체포자에 포함되었다.
2월 14일, 학생 블로거 탈 알말로히 (Tal al-Mallohi) 가 미국의 스파이 혐의를 뒤집어썼으며, 유죄를 선고받고 금고 5년형에 처해졌다. 미국 정부는 이를 부정하고 탈 알말로히의 조속한 석방을 요구하였다. 2월 15일, 인권 단체의 압력으로 시리아 정부는 가산 나자라를 석방하였으며, 나자르는 체포된 이래 단식 투쟁을 계속하고 있었던 것으로 알려졌다.
3월 22일, 시리아 당국은 인권 운동가 루아이 후세인을 구속했으며, 3월 25일에는 반정부 시위자들을 대규모 체포 감금하고 있다는 보도가 있었다.

#### 실종
4월 29일, 알자지라의 여기자 도로시 파르바즈 (Dorothy Parvaz) 가 다마스쿠스에 들어갔으나, 그 이후 연락이 끊겼다. 그 후 도로시 파르바즈는 시리아에서 강제 퇴거되어 이란 당국에 구속되었고, 5월 18일 석방되었다.

#### 검열
2월 5일, 인터넷 서비스가 제한을 받았으나, 페이스북과 유튜브는 3일 후 다시 접속이 가능해졌다고 보도되었다. 제한의 완화는 활동가의 추적으로 연결된다는 지적이 있었다.

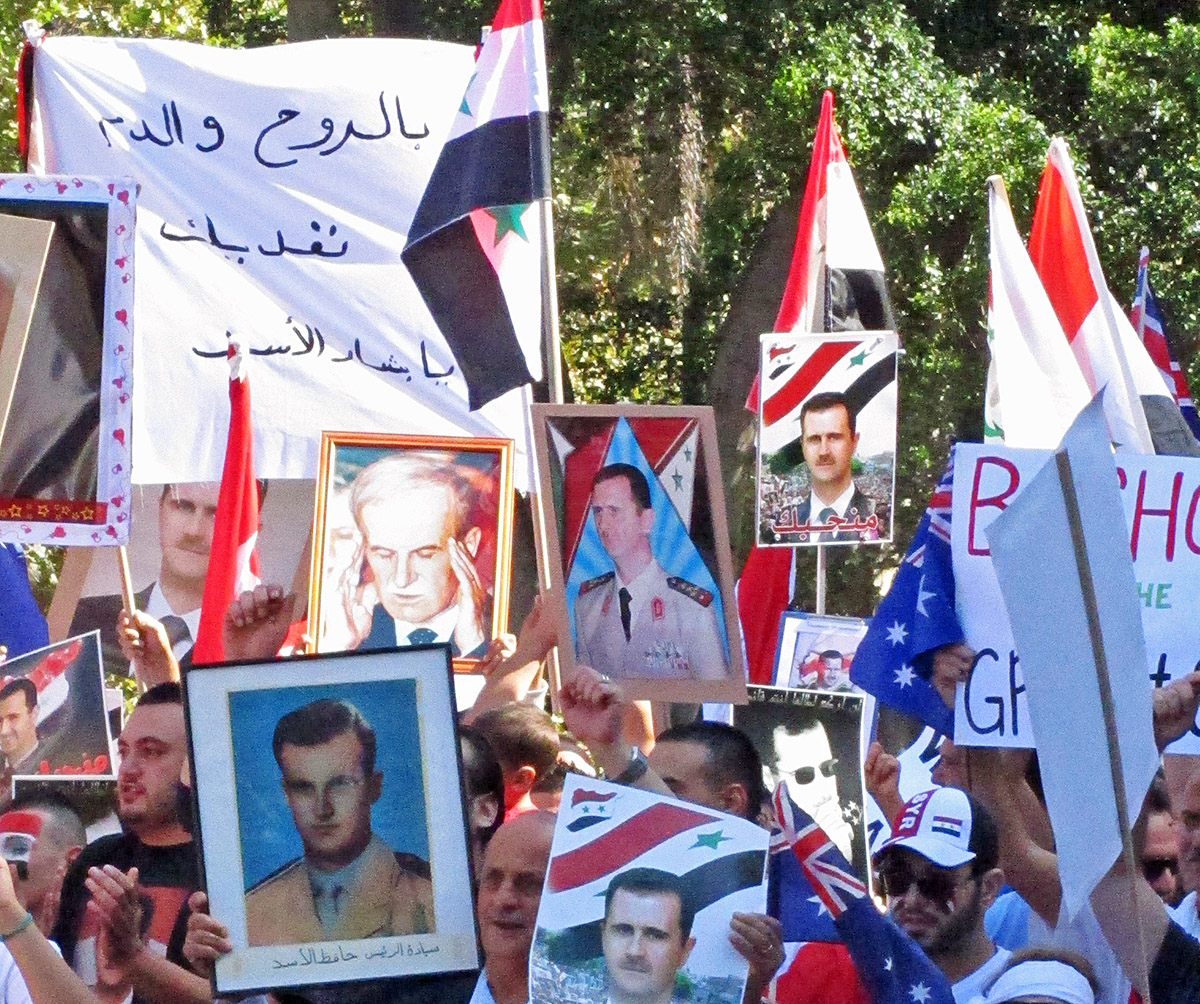
2011년, 시드니에서 열린 바샤르 알아사드 대통령의 지지 집회.

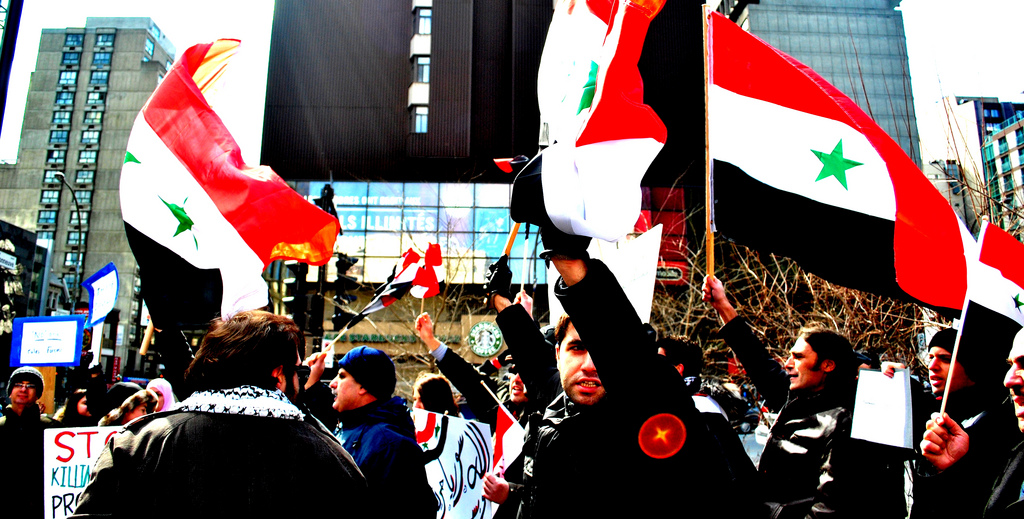
3월 27일, 캐나다의 몬트리올에서 열린 반정부 시위자들과의 연대 시위.

#### 비정부 조직
- 엠네스티 인터내셔널은 정치범 석방을 요구하는 민중의 평화적인 시위에 대한 폭력 진압을 강하게 비판하였다.
- 휴먼 라이츠 워치는 시리아 정부가 솔직한 말을 하는 시민들을 사살하는 것에 아무 가책도 없다는 것을 지적하고, 시리아 민중이 아랍 세계에서의 매우 강력한 정부의 탄압에 맞서서, 스스로의 생명을 아끼지 않고 공공연하게 반정부 시위에 도전하는 믿을 수 없는 용기를 보여주고 있다고 말하였다.

#### 개인
이집트 출신의 이슬람 법학자 알카라다위는 반정부 시위에 대해 유혈 진압을 하고 있는 시리아의 권위주의 정권에 대한 봉기의 지지를 표명하였다. 알카라다위는 모든 아랍인이 시리아 봉기를 지지할 것이라고 말했으며, 그가 몇 년간 참여하고 있는 무슬림 형제단은 알라위파의 지배에서 벗어나 수니파의 대두를 요구하는 이슬람 성직자와 함께 이 봉기를 지원하였다.

## 해외 파급

### 무력 충돌

#### 이스라엘
2012년 11월 12일 시리아에서 날아온 박격포탄이 이스라엘에 떨어졌다. 피해는 없었지만 이스라엘이 경고 사격을 가해 긴장이 고조되고 있으며, 이스라엘의 시리아 내전 개입 가능성이 대두되고 있다.

#### 튀르키예
2012년 10월 3일 시리아에서 날아온 박격포탄이 튀르키예에 떨어져 민간인 5명이 사망하자 이에 대한 보복으로 튀르키예가 며칠간 포격을 가했다. 이로 인해 시리아군 수십명이 사망하거나 부상을 입었다. 10월 10일에는 무기가 실려있다는 의심을 받은 시리아 민항기를 튀르키예군이 강제 착륙시켜 시리아와 튀르키예가 갈등을 빚었다. 튀르키예군은 250여대의 전차와 F-16 등 수십대의 전투기를 국경에 배치시켰다.
튀르키예는 ISIL에 대항하는 CJTF-OIR의 일원이지만, ISIL을 퇴치하는 SDF (시리아 민주군)을 지원하지 않으며 그들과 국경 분쟁을 벌이고 있다.

## 추가 자료
- Cordesman, Anthony H.; Markusen, Max (2016년 3월 23일). 〈Part Three: Stability and Conflict in Syria〉 (PDF). The Comparative Metrics of ISIS and 'Failed State Wars' in Syria and Iraq (보고서). Washington, DC: Center for Strategic and International Studies.
- Hinnebusch, Raymond (2012). “Syria: From 'Authoritarian Upgrading' to Revolution?”. 《International Affairs》 88 (1): 95–113. doi:10.1111/j.1468-2346.2012.01059.x.
- Landis, Joshua (2012). “The Syrian Uprising of 2011: Why the Asad Regime Is Likely to Survive to 2013”. 《Middle East Policy》 19 (1): 72–84. doi:10.1111/j.1475-4967.2012.00524.x.
- Malek, Alia (2017). 《The Home That Was Our Country: A Memoir of Syria》. PublicAffairs. ISBN 978-1-56858-532-1.
- Pearlman, Wendy (2017). 《We Crossed a Bridge and It Trembled: Voices from Syria》. HarperCollins. ISBN 978-0-06-265445-8.
- Sorenson, David S. (2016). 《Syria in Ruins: The Dynamics of the Syrian Civil War》 (영어). ABC-CLIO. ISBN 978-1-4408-3837-8.
- van Dam, Nikolaos (2017). 《Destroying a Nation: The Civil War in Syria》. I. B. Tauris. ISBN 978-1-78672-248-5.